# Charaxes littoralis
Charaxes littoralis är en fjärilsart som beskrevs av Van Someren 1967. Charaxes littoralis ingår i släktet Charaxes och familjen praktfjärilar. Inga underarter finns listade i Catalogue of Life.